# 柯劭臻
柯劭臻（英語：Shao-Chen Ko，1974年1月2日—），綽號「柯律」、「柯莉絲」、「柯L」（L指Lawyer，即為律師）等，執業律師。出生於臺灣台中市，國立中興大學法商學院（現國立臺北大學）法律系法學組畢業，中興大學財務金融研究所畢業。長期擔任環境保護團體及弱勢團體的義務辯護律師，活躍於社會運動與臺灣環境運動。一度代表時代力量參選2016年中華民國立法委員選舉，選後即淡出黨務運作。

## 政黨政治參與
2014年9月28日由公民團體、學者組成的公民組合成立，成立大會上柯劭臻誦讀前民進黨主席林義雄賀詞，正式宣布將在2014年九合一選舉後討論組黨，並著眼於2016年立委選舉；2015年1月25日後隨著林昶佐等人加入時代力量，2015年3月19日宣布投入2016年中華民國立法委員選舉參選臺中市第五選區（北區、北屯區）立法委員選舉。

2015年11月9日柯劭臻與台灣團結聯盟候選人劉國隆舉行在野整合民調，是時代力量第一位接受整合民調的候選人；11日民調結果出爐，柯劭臻以不到5%之些微差距敗於劉國隆，同日宣佈退選。數日後於11月14日正式轉任時代力量不分區立委候選人。根據2015年11月20日時代力量不分區立委排名選舉公告，柯劭臻在時代力量黨員與支持者的網路投票中以女性排序第一順位脫穎而出，但在主席團閉門會議後為配合與尊重黨促進原住民族運動在國會發聲，以及為了凸顯黨的整體經濟政策，決定與男性排序第一名的徐永明禮讓同黨高潞·以用·巴魕剌、鄭秀玲教授，自己排在不分區第四名並全力衝刺政黨票。根據2016年中華民國立法委員選舉開票結果，時代力量在政黨票得票數744,315、得票率6.10%，獲得兩席不分區立委席次；禮讓排名至第四順位的柯劭臻並未當選。
選後三年被媒體與綠黨桃園市議員王浩宇揭露柯劭臻並非“自願禮讓”，而是遭時代力量主席團推翻黨員投票排序黑箱作業“被迫禮讓”，但因事過境遷且無再參與黨務柯選擇「不回應」，但也並未否認。
2016年3月23日，柯劭臻重回律師本業，接任南投律師公會理事長。
選後淡出政黨活動的柯劭臻持續在南投、台中、高雄等地帶領各地遭強拆的自救會居民抗爭並協助多起過勞死員工案件辯護，也多次針對空污問題怒批政府。

## 社會運動參與

### 土地正義

#### 雲林鎘米事件
2001年柯劭臻實習期滿成為律師，當年爆發大批鎘米流入市面的報導，污染來自雲林虎尾台灣色料廠附近14筆農地，2002年遂與台灣環境權益促進會前往現場勘查，自費協助當地居民尿液檢測，並受15名農民之無償委任對台灣色料廠提起刑事自訴、民事求償及行政損失補償等訴訟，惟因鎘、鉛等重金屬在人體之半衰期長達10年至30年，部分居民雖尿液檢查異常，但無直接證據證明損害，且土壤及地下水污染防治法2000年才公布，亦無直接證據證明污染是在2000年後新生，故官司並未勝訴，然迫使台灣色料廠與農民進行和解、並對14筆農地於2004年完成整治，更爭取較高的休耕補償。

#### 大埔事件
2010年臺灣苗栗縣竹南鎮大埔里居民反對政府區段徵收並抗議強制拆遷房屋，進而衍伸大埔農民朱馮敏老太太喝農藥自殺身亡；苗栗縣縣長劉政鴻趁大埔自救會北上抗議空檔，動員6百名警力迅速拆屋，僅花三個多小時就將拒遷戶張藥房位於計劃道路的6坪建築夷為平地，大埔拆遷戶張藥房老闆張森文於2013年9月18日上午失蹤，家人報警協尋，搜救人員最後在附近排水溝渠找到他的遺體。
此事引起社會諸多議論與撻伐，苗栗縣長劉政鴻前往張家上香時，陳為廷朝劉政鴻扔鞋砸中其頭部，事後劉政鴻即以「妨害公務」和「公然侮辱」提起告訴。另外公民記者傅東森也將劉政鴻的照片合成在民間一般告別式靈堂之遺照位置，並在照片中靈堂上再寫上「天賜良機」、「因果報應」等輓聯，而此合成照則公佈在傅東森的臉書上發佈，劉政鴻也以「公然侮辱」提起告訴。
柯劭臻聲援大埔張藥房除了替張森文遺孀彭秀春擬狀對劉政鴻提出告訴，並義務為陳為庭與傅東森擔任辯護律師。
2015年6月陳為庭丟鞋案台中高分院上午宣判陳為廷有罪但免刑，08月傅東森靈堂照案台中高分院宣判，法官駁回上訴，維持一審無罪判決，全案判決定讞。

#### 彰化二林縣道143拓寬徵收案[10]
2014年因中科四期和二林精密機械園區開發案，政府準備銜接縣道143的台76線延伸段，因此徵收案尚未通過環評且政府與居民對於道路徵收中心點位置認知有落差，政府把土地徵收看成是價格問題，但是對民眾來說，這是價值之爭。柯劭臻律師義務協助當地60餘名在地鄉親，提起公民告知徵收無效，並向監察院檢舉陳情違法徵收。

#### 苑裡反瘋車案
2012年政府因在苗栗苑裡欲設置大型風機由原本9座增加至14座，居民認為風車跟住宅區太近了，擔憂低頻噪音將造成附近居民的「風車症候群」，2012年10月28日，苑裡反瘋車自救會成立。自救會於苑裡海岸開始抗爭，抗議的鄉親與學生僅僅是靜坐在工地，完全沒有對施工人員採取任何動作，卻遭苗栗警方以手銬反銬強行逮捕。為協助苑裡反瘋車自救會與聲援鄉親對抗濫權起訴的苗栗檢方，柯劭臻與來自全台灣各地的正義律師組成義務律師團共同對抗濫用司法壓制抗爭的惡質司法體系與國家，並呼籲苗栗地院公平審理。

#### 台中神岡浮圳道路拓寬案
2009年因為此案浮圳兩端道路連結著國道與工業區，原本是農業產業專用道路，但是在周遭違法興建了許多工廠，造成違規行駛的大車來往穿梭，讓台中市政府有了要填平歷史水圳，拓寬道路，再重挖水圳的十三公里道路拓寬計畫。水圳圳體雖然是三十年前新修完成，但水圳的基礎，卻是三百年前夯土興建的文化遺址，柯劭臻與當地居民和文史專家皆認為應保留古圳，保持原有寧靜道路，營造自然的農田綠帶，提供台中市民一個自然的休閒空間。
2014年柯劭臻陪同自救會與當地居民，共同向台中市政府與內政部針對神岡浮圳不當開發案提出告訴，經過司法訴訟與居民抗爭，此案於2015年7月時任台中市長林佳龍於現場勘查後，宣布老圳不拆了，將保留圳體擴建另一條堤南路解決。

#### 台中地景藝術節
2014年9月桃園縣政府於桃園航空城內花費3,700萬設置地景藝術節，展出弗洛倫泰因·霍夫曼「月兔」及其他藝術家作品；2014年11月桃園航空城反迫遷聯盟為了抗議政府為桃園航空城浮濫徵收人民土地，也集資30萬打造了一個高8公尺的「迷失小熊」，希望能夠引起社會關注。
2015年1月柯劭臻因無法忍受重劃過程中的強徵農田、砍除老樹、摧毀古厝、破壞環境、與民爭地等種種不公不義，自費十萬元將迷失小熊移師台中鎮平里並募資舉辦台中地景藝術節長達兩個月，主要是因為台中近年來重劃過於浮濫，希望喚起市民對台中人文土地的情感。
柯劭臻之所以選定南屯區鎮平里做為台中地景藝術節活動地點，是為了讓迷失小熊隔著環中路眺望兩個爭議最大、面積最廣的第13期公辦重劃區及第2單元黎明自辦重劃區，另外，也藉此諷刺台中市政府連續兩年花大錢，以不環保的塑膠製品舉辦泰迪熊嘉年華活動。

#### 黎明自辦重劃爭議
黎明自辦重劃案為台灣最大重劃案，由長億集團主導，總開發面積達186公頃，地主高達2600人，牽涉利益總開發金額逾75億。黎明自辦重劃區自救會於2012開始指控重劃會把「交六」用地(西屯區市政路環中路的交通轉運用地)做為抵費地，侵害地主「原地分配」的權益多次向市府表達抗議。。
2015年11月柯劭臻接任黎明自辦重劃區自救會辯護律師，柯劭臻主張內政部已發函市府，認為重劃區內未列為共同負擔的公共設施用地，如果原地主主張分配原位置時，應尊重其意願，不能強行指配，重劃會無視地主已聯合提起撤銷配地公告，要求原地原配的訴訟（一審地主勝訴），主張以後採都市計畫徵收，徵收後再拆房子，而不是重劃會預先規劃為交通用地，但都還沒拍板就要拆。重劃會竟以妨害重劃施工分配為由，訴請地主拆屋，形成尚未配地，就必須拆除的困境。，此案爭議極大目前持續審理中，2016年4月1日重劃會申請強制執行，斷水電與拆除圍牆要求地主限期搬離並將拆除所有建築物，柯劭臻多次前往現場關心並陪同自救會成員抗爭擋拆。

#### 黎明幼兒園保留行動[16]
位於黎明自辦重劃區的台中市立黎明幼兒園園長林金連因不同意祖業納入重劃，遭黑道恐嚇和開始漫長的法律訴訟。。
「拆除地上物」訴訟上一路勝訴的林金連，卻在2016年6月底台中高等行政法院更二審判決時被逆轉。勝訴的重劃會提存800多萬元擔保假執行，法院更在10月25日發出強制拆除命令，敗訴的林金連如果要保住幼兒園則必須提出高額的2,500萬作為反擔保金，才能保住幼兒園。因幼兒園面臨強拆命運柯劭臻律師替黎明幼兒園案辯護，並與學生開始進行抗爭保留黎明幼兒園的行動。在2016年11月台中市政府地政局介入協商，請重劃會承諾半年內不強制執行拆除，讓園方有足夠時間溝通。。

#### 溪頭原墾農迫遷案[19]
六代世居溪頭超過百年的原墾農莊浚鑫先生一家人，歷代奉公守法並與當今的管理單位——台灣大學實驗林管理處合作造林至今。然而合作造林的管理辦法卻佈滿陷阱，同時在戒嚴時期之下無從反抗，導致原本理應擁有業主權的「原墾戶」變為「承租戶」，晚後到來的政府跟校方卻變成依法行政的所有權人。1998年台大開始告墾戶「侵佔國有地」，並於2003年被最高法院判決台大勝訴，比中華民國更早來到這裡的莊家自始被判決「侵佔國有地」定讞。
2016年莊家強拆迫遷在即，時任南投律師公會理事長的柯劭臻協助鹿谷莊家召開爭議座談會，並前往行政院前抗議迫遷協助處理延宕七十年的迫遷案。

#### 高雄果菜市場牴觸戶拆遷案[21]
延宕四十多年的高雄市三民區十全果菜市場徵收案，因有二十多戶拒絕徵收，不同意高雄市政府的補償方案，拒領補償金，此案歷經八任高雄市市長未決。
柯劭臻替高雄果菜市場土地不義徵收住戶自救會居民提出「徵收無效」及「拆遷房屋無效」之訴訟，並多次帶領自救會進行抗爭。2016年9月4日，柯劭臻不滿高雄市政府強制拆遷十全果菜市場牴觸戶，發文怒批，高雄市市長陳菊是「唬爛菊」，比前市長「白賊義」吳敦義還不如。
2016年10月26日，高雄市政府正式拆除僅剩的四戶。自救會持續與高雄市政府訴訟中。

#### 長春自辦重劃爭議
長春自辦重劃案重劃區面積約76公頃，地主人數約940人，由於12單元重劃已辦理十年卻還有逾百名地主對配地結果異議並訴訟中，且經台中地方法院判決重劃會不成立。然台中市政府重劃會卻發函通知地主換領權狀，引發爭議。長春自辦重劃居民自救會律師柯劭臻表示，台中地院在2015年12月宣判長春重劃會不成立，台中高分院將宣判長春重劃會第3次會員大會無效；重劃會卻在2017年3月8日通知地主在2017年3月18日前往辦理權利變更登記、換領權狀。100多位地主對配地結果有異議正在訴訟中，地政局卻放任違法成立重劃會辦理變更登記及換領權狀。自救會成員也痛批林佳龍市府包庇財團准許換發權狀，又批議員硬不起來沒強力監督此案。。

### 環保、生態

#### 參與環保署溫室氣體總量管制環保共識會議[25]
2005年參與環保署主辦溫室氣體總量管制環保共識會議擔任發言人，建議環保署「二年內訂定空氣污染或溫室氣體之目標，採取舒緩性措施(包括廣設大眾捷運系統、設置自行車道、共乘優惠、高承載道路、提升交通環保科技等，同時採行「使用管制」（使用者付費原則）、「持有管制」（淘汰不符環境標準汽機車）；並提高「購車相關證照費用，自備停車位，並訂定個人汽、機車持有數徵收累進環境衝擊稅等配套政策。

#### 守護白海豚
2010年參與彰化環境保護聯盟主辦「全民來認股,守護白海豚」活動，協助彰化環境保護聯盟主辦的100年、101年白海豚路跑活動；於擔任彰化律師公會副秘書長任內主辦「100年今夏與白海豚有約生態導覽」活動；復於擔任律師公會全國聯合會環境法委員會委員任內主辦結合探訪新竹芎林自然谷、臺中港出海白海豚覓蹤、彰化大城濕地招潮蟹生態體驗之「101年中部環境公益信託研討會」活動。

#### 草屯反有毒醫療廢棄物
2012年受草屯反有毒醫療廢棄物自救會10名當地居民無償委託對南投縣政府提起撤銷博能醫療事業廢棄物處理廠設置許可之訴願，避免有毒廢水排入隘寮溪污染下游廣大農地灌溉水源。

#### 美麗灣渡假村爭議
2012年受台灣環境保護聯盟之邀五次前往台東，現勘破壞杉原海岸、因違法規避環境影響評估遭裁定停工、且遭最高行政法院撤銷嗣後補作之環境影評估審查結論之美麗灣渡假村，並發現位於山坡地海灘上的美麗灣度假村建物，不僅未通過環境影響評估，且未經結構安全鑑定、未通過水土保持計畫，台東縣政府即率爾核發使用執照，因而受台灣環境保護聯盟及當地居民8人之無償委任向內政部營建署對台東縣政府提起撤銷違法無效之美麗灣建築執照之訴願，刻正於高雄高等行政法院訴訟中。2015年9月10日高雄高等行政法院判決，台東縣政府99年核發的建照、使照均無效。柯劭臻呼籲:美麗灣自始就是違建，應即報即拆！

#### 守護千年茄苳樹
2012年底因建商傳出在台中老茄苳樹的隔壁有建商要蓋28層高的大樓，市價估計將近三十億。居民擔心一旦完工，將影響老樹的日照和地下水。於是與在地居民和民間團體，共同成立「千年茄苳神木守護聯盟」。
2013年6月30日籌辦守護台中千年茄苳護樹音樂會，並參與四重唱演出，因而與護樹人士與團體共同發起籌組台灣護樹團體聯盟，並成功使興富發公司願意退回興建大樓之建案，成功保留千年茄苳。搶救老茄苳樹。

#### 籌辦中台灣廢核行動
2013年擔任中台灣廢核行動聯盟籌備小組成員，除號召3萬名中部民眾上街參與309廢核大遊行外，並於逢甲大學育樂館主辦「420反核不插電」影像紀錄音樂劇，透過1986年4月26日前蘇聯車諾比核事故、2011年3月11日東日本大地震和福島核災及1999年921大地震真實影像，結合環保團體、中部藝文界、學術界、甚至律師界及醫界等非政治組織，共同表達守護台灣、實現非核家園的理念，訴求立即停建龍門核能發電廠。並終結超過30年位於活斷層的危險老舊核電廠-第一核能發電廠(1978年啟用)、第二核能發電廠(1981年啟用)、第三核能發電廠(1984年啟用)，以期恢復美麗安全的活斷層海岸，並還給下一代免於核災恐懼之自由。

#### 大安媽祖園區開發案
2014年10月因台中市政府未經環評，切割土地面積及變更建物高度雙重規避環評，違法興建「大安媽祖主題園區」及「白海豚生態館」，破壞海洋生態景觀環境，乃受台灣媽祖魚保育聯盟、台灣生態學會、台灣護樹協會、台中市原鄉文化協會之無償委託，提出公民告知確認開發許可無效。2015年10月1日與公民團體向監察委員陳情柯劭臻表示，大安港媽祖園區規避環評，且這塊用地是海埔新生地，市府又追加基座預算1.5億元，不斷擴大基座基礎才能承受神像重量。盼監委介入調查此案，並建議更改園區名稱與設計，改為景觀塔或氣象高塔。

#### 國道四號延伸豐勢隧道快速道路撤銷環評
交通部辦理「國道4號豐勢交流道聯絡道計畫（原稱東勢等山城地區進出國道4號台中環線改善計畫）」存有經過斷層、經費浮編、汙染水源之虞，自2012年起，接受「石岡反隧自救會」逾千名鄉親的委託向市府訴願審議委員會訴願。2015年3月，台中市政府以經濟部公告其案為活動斷層地質敏感區，而撤銷環評並停工。
2015年8月因支持開路的民代動員東勢鄉親欲重啟環評，令環保團體及石岡反隧自救會大為緊張，趕緊召開記者會，要求環保局勿重蹈覆轍，石岡千人反隧道公益律師柯劭臻則表示，當初協助自救會進行訴訟，憑此案涉及 921斷層帶通過之地質敏感等區位、該山坡地區位之地下水位甚多，有破壞地下水位疑慮，勢應進行第二階段環境影響評估或另提替代方案。

#### 發起柳川淨川活動[30]
2015年9月為響應世界清潔日連同柳川週遭當地居民與公民團體共數十人親自下至柳川淨川撿拾河道垃圾，並呼籲政府將原本因污穢而被加蓋的柳川重新再現，推動污水下水道的興建將台中市污水下水道的接管普及率從17%向上提升，並立即從水利法和下水道法修法著手，而不是被都市計劃牽著走破壞河川之美。

#### 大肚山中科擴廠案
2015年2月6日大肚山中科擴廠案歷經5次環評大會，內政部環保署在環團抗議與爭議聲中，草率通過了環評，供台積電興建18吋晶圓廠，此項開發對於環境衝擊、汙染總量、健康風險、致癌物明細，經環團一再質疑均未詳列計算，乃號召發起千人撤銷環評訴願。柯劭臻說：台積電在大肚山新設的18吋廠，算是他們在中科一、二期的擴廠。之前，他們在中科二期就已經有一個12吋的第15廠。為了建這個18吋廠，台積電砍了15萬棵樹，大肚山破肚開腸。

#### 嘉義動保團體遭訴案
動保人士於2013年5月31日至嘉義市政府前抗議嘉市收容所違法情事，在抗議過程中與警方發生衝突，事後警方控告動保人士妨礙公務罪，柯劭臻接受動保團體網路接觸陳情後，決定協助辯護經一審判決無罪，檢方卻又以八名被告「私下有犯意的聯絡與聚眾強暴脅迫的行為」為由上訴至高等法院。2017年3月2日在高等法院台南分院三審，動保人士召開記者會陳情。柯劭臻律師怒斥嘉義地檢署的檢察官：不僅濫訴，而且濫行上訴！希望法院能還他們一個清白，並期許大家一起為流浪動物努力。

### 社運、公益

#### 主辦『捐童書織夢想』二手童書捐贈活動
2005年因擔任中興大學學生會幹部策劃發起，呼籲有多餘二手童書的家庭慷慨捐贈，希望「匯聚社會大眾各界的力量，達到書籍資源分享的目的」、共募得萬本童書全數捐贈予世界展望會。

#### 擔任『印度垂死之家』志工
2007年隨美化環境基金會執行長姜樂義老師飛往全球難民密度最高的印度加爾各答，並至真福加爾各答的德肋撒創辦的垂死之家擔任國際志工。

#### 后豐大橋斷落事件國賠案
2008年辛樂克颱風豪雨造台13線后豐大橋橋墩被沖斷，6人墜橋失蹤，獲知後至現場勘查，並受5名罹難者家屬計15人之無償委託聲請國家賠償，並對未及時進行封橋作業的公務員提起刑事告訴，嗣經檢察官對失職公務員提起公訴，並獲國家賠償，後續於2009年復協助家屬向法院聲請核發死亡證明。

#### 參與石虎保育
2012年參與台灣生態學會主辦的山林書院環境先修課程「搶救瀕臨絕種稀有動物石虎、保護大肚山保安林石虎棲地」公益活動。

#### 主辦[34]
2012年4月14日，柯劭臻律師身為此次音樂會活動主辦人,故與台中律師公會80多人為宣導犯罪被害人保護等相關法令，喚起社會大眾關懷犯罪被害人（馨生人），故舉辦公益性犯罪被害人保護宣導之音樂饗宴，希望藉助音樂無遠弗屆之力量，期能讓社會大眾關心馨生人之處境，了解馨生人保護之機構與相關法律內涵，喚起社會大眾關懷以善盡社會責任。

#### 籌辦第四屆殺人影展
因擔任台中律師公會秘書長，2013年10月14日至10月16日與臺灣廢除死刑推動聯盟、冤獄平反協會、司法改革基金會等合辦殺人影展，希望藉由影片播放聲援冤錯死刑個案邱和順案、鄭性澤殺警案和謝志宏案案訴求「真相未明 重啓調查」；並弔念因冤案而死的江國慶，並接下東海場次之映後座談主持人會後座談討論死刑存廢議題。

#### 號召連署《一群律師對近日抗議群眾疑遭違法逮捕事件之聲明》[35]
2013年7月間不滿苗栗大埔遭到強拆的政治大學教授徐世榮及多名聲援大埔的學生，被警方依公共危險罪名強制逮捕並移送地檢署，因擔任台中律師公會祕書長，受不願具名的年輕律師之託，號召律師上網《一群律師對近日抗議群眾疑遭違法逮捕事件之聲明》連署，連同台中律師公會的名義號召會員及友會共同參與，不到一天，上網連署律師人次突破500人，短短地10日內，就有上千位律師連署。並於8月6日下午兩點，招募30位律師走上街頭，身著代表「是/非」分明的黑/白律師袍，向象徵公權力的法務部與警政署遞交千人連署名單與聲明書，召開記者會警告公權力違法，並籌組社運律師社群。

#### 義務替亞洲大學抗議女學生辯護
2013年10月因亞洲大學美術館開幕馬英九總統前往致詞，遭到三名亞洲大學女學生舉白布條及發傳單抗議，遭維安人員逮捕，基於人民言論自由乃前往陪同警詢，嗣於2103年11月獲台灣台中地方法院簡易庭裁定不罰。

#### 參與太陽花學運並聲援公投護台灣聯盟
太陽花學運期間積極以自身法律專業參與運動並數度到場聲援學生，2014年4月因臺北市政府警察局中正第一分局於當日清晨強制驅離長期於立法院前集會的公投護台灣聯盟，並宣布「對於公投盟日後所申請之集會不予許可」，引發群眾不滿發起411包圍中正第一分局事件。
柯劭臻於現場聲援表示，公投護台灣聯盟是事前經許可報備，若警方認為有多次違規行為，確實可廢止，但是否就「永不錄用」還有爭議。柯劭臻也表示，警方有權驅離在立法院內的集會行為，但是「一分局也很可惡」，凌晨說不驅離，卻又臨時改變主意，因此造成不必要的意外和衝突。

#### 支持割闌尾計畫
2014年呂忠津與學生魏揚等人到立委呂學樟服務處，展開「割闌尾」遊行，呂學樟怒告師生5人公然侮辱等罪，柯劭臻為其義務辯護，獲新竹檢方認為師生言論與行動並未逾越監督民代的言論保障範疇，全案不起訴。
台中以罷免不適任立委為號召的全面罷免團體，在向民眾徵求罷免立委蔡錦隆連署書時，一名志工被理念不合的國民黨籍里長候選人廖振源傷害毆打，柯劭臻擔任受害者律師提出傷害及妨害罷免罪告訴，該案件更成為台灣首宗因妨害罷免案所起訴的案件。

#### 反高中課綱微調運動
2015年4月參與由臺灣多所高級中學的學生發起的學生運動並聲援中部高中生於霧峰國教署前發起的反黑箱微調課綱行動，林冠華事件後反課綱行動烽火延燒，數百名學生及群眾攻入教育部前廣場，連同其他時代力量同黨同志前往聲援，並表示將提告教育部長、中正一分局長張奇文等人，涉嫌違反刑法132條之公務員洩漏或交付關於中華民國國防以外應秘密罪。

#### 支持婚姻平權
2015年9月台中市政府為尊重性別多元，將制定同性伴侶關係註記，將單身未婚有同性伴侶註記關係之人，納入醫療法「關係人」及民法「家屬」的範疇，可以簽署手術及麻醉告知同意書。
柯劭臻擔任台中市政府法律顧問出席台中市伴侶註記會議力挺。並表達個人支持同性婚姻的立場，並希望推動立法保障同性伴侶在婚姻上尋求和異性伴侶相同的法律待遇。
2015年10月3日台中同志遊行聯盟舉辦同志大遊行，柯劭臻與其競選團隊志工共同報名參與遊行活動向民眾表達支持婚姻平權的堅定立場。
2016年12月再次於臉書發文聲援同志婚姻。並於自己的辦公室放置彩虹旗開放讓民眾領取。

#### 為台灣第一宗因貼台灣國護照貼紙遭偵辦案件辯護[43]
2015年7月柯姓男子於護照張貼台灣國護照貼紙後出境澳洲，台北地檢署以中華民國刑法第160條「意圖侮辱中華民國，而公然損壞、除去或侮辱中華民國之國徽國旗者」將此案移送台中地檢署偵辦，柯劭臻代柯姓男子出庭辯護。
2016年4月6日偵結此案不起訴，柯劭臻表示:這是基於公共議題的言論自由，在護照上貼貼紙，不該以刑法處理。
同日中華民國立法院外交委員會林昶佐與尤美女等人提案通過刪除《護照條例施行細則》第三條「不得擅自增刪塗改或加蓋圖戳，指不得擅自在護照封面及內頁為影響護照原狀之行為」送院會議決。

### 勞工過勞死

#### 台中鄭姓司機過勞死案[45]
2016年11月23日台中捷順公車司機鄭志明超時工作16小時腦溢血昏迷，倒臥駕駛座不幸身亡。柯劭臻協助家屬向兩家業者提告涉及業務過失致死和違反勞基法。

#### 台中過勞死司機陳俊男案[47]
2017年3月6日遊覽車司機陳俊男連續上班46天，撞上新北市萬里區港東路一棟民房與賓士車。監視器顯示，當時坐在遊覽車駕駛座上的45歲司機陳俊男狀似感到身體不舒服，拿起手帕擦額上的汗，爾後突發心因性休克，身體仰後癱在座椅上。當救護車趕到，急救無效，到院前就已經死亡。
柯劭臻協助家屬向業者進行法律訴訟，並與家屬北上立法院參與勞基法修法公聽會，反對修法並針對司機長期的過勞發聲。同時替過勞司機陳俊男的家屬募款。

#### 台中全聯員工羅玉芬過勞死案[50]
在全聯工作十年的羅玉芬患有高血壓，全聯資方卻將羅女調到需要在低溫環境工作的生鮮部門，2017年5月1日台中全聯北屯二店員工羅玉芬顱內出血猝死倒臥在店內，因4月30日羅女下班回到家時已近晚間12時，5月1日上午7時又到店內理貨。死因疑似過勞死。
事發後全聯不願意第一時間提供監視器畫面且班表記載不實，資方全面封殺媒體消息下架新聞等諸多疑慮下。柯劭臻律師陪同家屬與抵制血汗全聯發起人等抬棺至全聯北屯二店舉行過勞殉職百日追思記者會。
羅玉芬案重啟過勞認定後，全聯一再誣衊受害家屬委任的律師，並暗示協調未果的責任，歸咎於羅家二老請的委任律師從中作梗，此說法引發家屬強烈不滿。
全聯更在2018年5月玉芬逝世週年後對律師提告「妨礙名譽」
柯劭臻說，全聯這招對言論自由起了阻嚇作用，原本看不下去員工，想出來爆料的同事及籌組工會的夥伴，也都退縮了回去；就連已離職的同事也不敢出來幫忙作證，「全聯好大，員工好怕，這才是我最擔憂的事！」

## 爭議
2010年受港人趙永強委任時，因被告朱志煌隱匿盜賣港人股票至何人名下，為防止被告脫產，柯向新竹地院聲請假扣押朱志煌兄弟名下財產時，因將判決內被告「甲○○」更改為朱志煌之胞兄「朱志明」，隨即將之列印遭朱志明檢舉。
但因司法院裁判書查詢系統，自2007年7月1日起將公開之裁判書當事人欄更改以「甲○○」、「乙○○」表示，柯逐一比對四筆司法院判決並向新竹地院民事庭聲請調取上開四筆民事卷宗資料，法官遲不進行處理，柯為捍衛當事人之權益，因被告已有脫產之情事，細繹四則判決內容、比對被告之供述筆錄、並與當事人趙永強會談確認後，基於內心之確信，對被告胞兄及母親聲請假扣押執行。事後因民事庭法官異動，接手的承辦法官才調閱被告帳戶資料，證實被告確實透過胞弟及親友名義盜賣股票且被判有罪。
柯因遭受被告惡意欺瞞，致誤判其中二則判決，其中一則遭被告胞兄朱志明檢舉提告。柯經新竹地檢署偵辦後認無偽造文書之故意獲不起訴處分，而被告朱志煌遭新竹地院判背信罪定讞，經法院勸諭和解後，被告返還港人半數股票（值約台幣千餘萬元），朱志明並撤回對柯劭臻一切民刑事訴訟及本件檢舉。
律師公會最終還是認為柯即便未達故意矇蔽或欺誘之情節，亦已違反律師法第三十二條第二項「律師對於受託、指定或囑託之事件，不得有不正當之行為或違反其業務上應盡之義務。」及律師倫理規範第八條「執行職務應基於誠信、公平、理性及良知」故遭律師公會懲戒申誡乙次。
2010年11月立法院三讀通過法院組織法修正案，法院判決書又更改回完整公布當事人姓名。
但此事已對柯劭臻造成影響，常被政敵與交手對造用來攻擊她。

## 個人生活
- 柯劭臻與母親同住，有2個姐姐、1個哥哥。
- 柯劭臻未婚，但赴海外進行人工生殖，育有一子。[58]

## 外部連結
- 柯劭臻 律師的Facebook專頁
- YouTube上的柯劭臻頻道